# Altair 8800
Altair 8800 — мікрокомп'ютер, розроблений 1974-го року американським інженером Едом Робертсом і його компанією MITS (Micro Instrumentation and Telemetry Systems), що розташовувалася у місті Альбукерке (Нью-Мексико, США), на основі мікропроцесора Intel 8080. Цей комп'ютер став першим комерційно успішним персональним комп'ютером. Вважається, що саме ця система через кілька років породила революцію персональних комп'ютерів: шина даних, спроєктована для цього комп'ютера, де-факто стала стандартом S-100.
Білл Гейтс і Пол Аллен приєдналися до MITS для розробки програмного забезпечення, і Altair BASIC став першим продуктом Microsoft.